# Grb Kitajske
Grb Kitajske vsebuje v rdečem krogu upodobitev Vrat nebeškega miru, vhodnih vrat v Prepovedano mesto, kjer je Mao Cetung leta 1949 razglasil ustanovitev Ljudske republike Kitajske (LRK). Nad tem je pet zvezdic iz državne zastave. Največja zvezda predstavlja Komunistično partijo Kitajske (KPK), medtem ko štiri manjše zvezde predstavljajo štiri družbene razrede, kot so opredeljeni v maoizmu. Grb je opisan kot »sestavljen iz vzorcev državne zastave«:

...Rdeča barva zastave simbolizira revolucijo, rumena barva zvezd pa zlate bleščeče žarke, ki sevajo iz ogromne rdeče dežele. Zasnova štirih manjših zvezd, ki obkrožajo večjo, simbolizirajo enotnost kitajskega ljudstva pod vodstvom Komunistične partije Kitajske (KPK).
—Kitajski letopis 2004

## Zgodovinski grbi
| - Cesarski pečat dinastije Čing - Grb Republike Kitajske (1912–1927) in Kitajskega cesarstva (1915–1916) - Grb Republike Kitajske (1928) in prvi grb Ljudske republike Kitajske (1949-1950) - Grb Sovjetske republike Kitajske (1931–1937) - Cesarski pečat Mandžukuo (1932–1945) - Grb Republike Nanking (1940–1945) |